# Strebersdorf (Wien)
Strebersdorf war bis 1910 eine eigenständige Gemeinde und wurde am 1. Jänner 1911 in den Wiener Gemeindebezirk Floridsdorf eingemeindet. Heute ist Strebersdorf eine der 89 Wiener Katastralgemeinden.

## Geographie
Strebersdorf grenzt im Norden an Stammersdorf, im Osten an Großjedlersdorf, im Süden an Jedlesee und im Westen an die niederösterreichische Gemeinde Langenzersdorf. Die Katastralgemeinde erstreckt sich über eine Fläche von 463,12 ha. Durch den Süden von Strebersdorf verläuft ein Abschnitt des Marchfeldkanals. Mit rund einem Hektar Rebflächen gehört der Bezirksteil zu den kleineren Wiener Weinbaugebieten.
Der Ortskern von Strebersdorf ist von der Stadt Wien als bauliche Schutzzone ausgewiesen.

## Geschichte

### Namensherkunft
Urkundliche Erwähnung fand Strebersdorf erstmals 1078. Ursprünglich lautete der Name des Ortes Strobelinstorf, wobei der Name entweder von einem Mann namens Strobo stammt oder auch von den Stroblern abgeleitet wurde, die Strohmatten erzeugten oder mit Stroh handelten. Die Strohmatten wurden damals benötigt, um die in Nußdorf und Wien anlegenden Salzschiffe unbeschädigt an Land zu ziehen. Später wurde aus Strobersdorf Ströbleinsdorf, Ströbelsdorf (1469), Strobesdorf (1540) und schließlich Streberstorff (1697).

### Strebersdorf bis zum Spätmittelalter

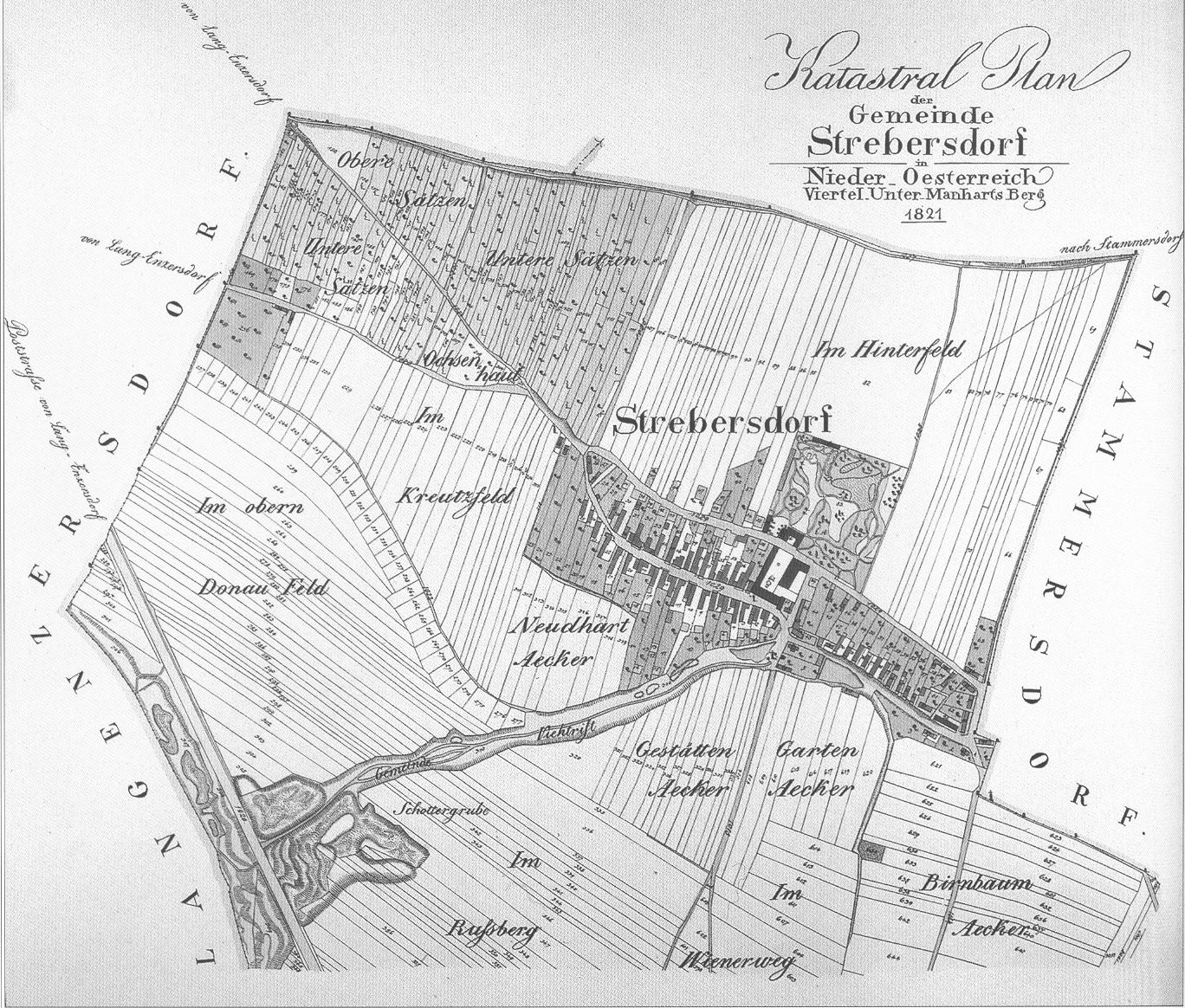
Strebersdorf 1821

Erste Besiedelungsspuren in Strebersdorf stammen aus der Steinzeit. Am Bisamberg wurden Steinbeile und ein Steinhammer aus dieser Zeit gefunden. Spuren dauerhafter Besiedlung fehlen jedoch auch aus der Römerzeit. Nur eine bei Bauarbeiten 1891 gefundene römische Münze deutet auf die Anwesenheit der Römer im benachbarten Vindobona hin. Erste Besitzer des Dorfes waren die Vohburger, ein Markgrafengeschlecht aus Cham am Regen. Berthold von Vohburg schenkte 1155 den Hof „Strobersdorf“ dem Kloster Reichenbach, 1320 findet sich der Ortsname im Register der Einkünfte des Bischofs von Passau. Die Besitzverhältnisse wechselten ständig, weitere Besitzer waren unter anderen das Schottenstift, die Herren vom Bisamberg, die Herren von Süßenbrunn und die Pfarre St. Veit. Bis zur Mitte des 15. Jahrhunderts befand sich der Ortskern westlich des heutigen Nordwestdammes an der Scheydgasse. Aufgrund der Lage inmitten eines Gewirrs an Donauarmen, wurde der Ort 1440 wie die benachbarten Siedlungen Stallern und Krottendorf von einer Hochwasserflut völlig zerstört. Die Bewohner von Strebersdorf siedelten sich daraufhin am Bisamberg an und gründeten den Ort neu. Der Beginn des 15. Jahrhunderts war von Zerstörungen und Kriegen geprägt. 1428 brannten die Hussiten den Ort nieder, später trieben Raubritter ihr Unwesen. 1477 eroberte Matthias Corvinus das Land und verwüstete auf seinem Heerzug auch Strebersdorf.

### Strebersdorf im 16. und 17. Jahrhundert

#### Strebersdorf bis zur Mitte des 17. Jahrhunderts
Auch das frühe 16. Jahrhundert war von kriegerischen Handlungen geprägt. Als 1529 die Türken vor Wien standen (Erste Wiener Türkenbelagerung), blieb auch Strebersdorf nicht verschont. Trost konnten die gläubigen Strebersdorfer nur außerhalb des Ortes in Kagran finden. Da der Weg bei Schnee und Hochwasser aber sehr beschwerlich war, wurde Strebersdorf 1541 zu Stammersdorf eingepfarrt. Auch der Dreißigjährige Krieg hatte Einfluss auf die Geschichte Strebersdorfs. Der protestantische Graf Thurn stand 1619 mit seinem Heer vor Korneuburg und verwüstete zahlreiche Orte des Marchfelds. Gegen Ende des Krieges, im Jahr 1645, verteidigte Erzherzog Leopold Wilhelm die Wolfsschanzen beim benachbarten Jedlesee gegen die heranrückenden Schweden. Auch der schwedische General Lennart Torstensson kam in diesem Jahr in die Strebersdorfer Gegend und bezog hier sein Lager. Nach einem Sieg der Schweden konnten die kaiserlichen Truppen die Wolfsschanze zurückerobern und Torstensson zum Rückzug zwingen.

#### Strebersdorf während der Zweiten Wiener Türkenbelagerung
Auch rund vierzig Jahre später blieb Strebersdorf nicht vom Krieg verschont. Nachdem bereits 1679 mehr als ein Drittel der Bevölkerung der Pest zum Opfer gefallen war, bezog am 16. Juli 1683 Herzog Karl von Lothringen mit Reitern und Geschützen Stellung südlich des Bisambergs, um die Türken an der Überfuhr über die Donau zu hindern. Das Lager Karls erstreckte sich dabei von Langenzersdorf über Strebersdorf bis zur Wolfsschanze bei Jedlesee. Als das Türkenheer Wien am 25. Juli völlig eingeschlossen hatte, beauftragte Ernst Rüdiger von Starhemberg den Polen Georg Franz Kolschitzky Karl von Lothringen um Hilfe zu bitten. Kolschitzky setzte bei Nußdorf über die Donau und erreichte schließlich Strebersdorf, wo er vereinbarungsgemäß am Bisamberg einen Holzstoß in Brand setzte. Bei Stillfried erreichte Kolschitzky am 15. August schließlich das österreichische Oberkommando, wo man die polnischen Hilfstruppen erwartete. Herzog Karl zog nach der Nachricht sofort mit dem kaiserlichen Heer über den Bisamberg nach Stockerau, wo sie einen Donauübergang sicherten, damit die Wiener durch den Entlastungsangriff vom Kahlenberg aus gerettet werden konnten. Dies nützten jedoch die Türken aus und brannten Strebersdorf und die Nachbardörfer nieder. Daraufhin kehrte Karl von Lothringen zurück und besiegte bei Stammersdorf mit rund 12.000 Soldaten den Pascha von Varaždin. Etwa 12.000 Türken und Tataren starben in der Schlacht.

### Strebersdorf bis zum 19. Jahrhundert

Die Gemeinde Strebersdorf um das Jahr 1872 (Aufnahmeblatt der Landesaufnahme)

Im 18. Jahrhundert blieb Strebersdorf nicht von Tod und Krieg verschont. 1703 brandschatzten Kuruzen in der Region und 1713 litt Strebersdorf unter der Pest. Die öffentliche Sicherheit verkam immer mehr und Räuberbanden bildeten sich. 1721 wurden deshalb an einem Oktobertag alle Verdächtigen standrechtlich erhängt. Wirtschaftlich profitierte Strebersdorf ab 1753 vom Recht, halbjährig eine Schenke zu betreiben. Dieses Recht, verliehen von der Gräfin Dietmannsdorf, war neben der Schafzucht und den Weingärten am Bisamberg die wichtigste Einkommensquelle der Gemeinde und ihrer Bevölkerung.
Die Anwesenheit der Franzosen 1809 überstanden die Strebersdorfer wegen guter Kontakte ihres Herrschaftsbesitzers relativ schadlos. Am 4. Juli 1822 zerstörte dafür ein Brand große Teile der Gemeinde. Das Strebersdorfer Schloss, 35 Häuser sowie 17 Scheunen und große Teile der Ernte wurden vernichtet. Danach raffte die Cholera große Teile der Bevölkerung nieder. Am 1. März 1830 stand das Hochwasser eineinhalb Meter in Strebersdorf, jedoch traf es den Ort weniger hart als andere Dörfer an der Donau, es kamen dabei keine Menschen ums Leben. Die Stockerauer Flügelbahn führte ab 1845 erstmals die Eisenbahn an Strebersdorf heran, allerdings war für die Gemeinde keine eigene Station vorgesehen. Die Gemeinde erhielt in diesem Jahr nun erstmals ein eigenes Schulgebäude. 1848 wurde von den Strebersdorfern in Zusammenhang mit der Märzrevolution auch eine Nationalgarde aufgestellt, diese soll sich jedoch bereits nach den ersten Schüssen aufgelöst haben. 1873 brach erneut ein Brand in Strebersdorf aus. 24 Häuser und 14 Scheunen wurden ein Raub der Flammen. Daraufhin wurde die Bildung einer Freiwilligen Feuerwehr beschlossen, was jedoch erst acht Jahre später verwirklicht werden konnte. Im späten 19. Jahrhundert setzte in Strebersdorf ein rasantes Wachstum ein. 1887 bekam Strebersdorf einen eigenen Bahnhof, 1894 eine Poststation. 1896 wurde Strebersdorf an das Telegrafennetz und 1900 an das Gasnetz angeschlossen.

### Strebersdorf im 20. Jahrhundert
Als 1904 Floridsdorf mit einigen Marchfelddörfern zu Wien eingemeindet wurde, musste auch Strebersdorf einen Teil seines Gebietes abtreten. Dies war jener Teil, der Strebersdorf die meisten Steuern einbrachte, weshalb der wirtschaftliche Fortbestand der Gemeinde gefährdet war. Der Strebersdorfer Gemeinderat bat daraufhin um die Eingemeindung nach Wien, was am 17. Jänner 1908 bewilligt wurde. Da auch Stammersdorf zu Wien wollte und die Polizeikosten als zu hoch erachtet wurden, lehnte man eine Eingemeindung 1909 ab. Zudem hätte der geplante Donau-Oder-Kanal den Ort von Jedlersdorf und Jedlesee getrennt. Durch die Vermittlung des Ministers für öffentliche Arbeiten Albert Gessmann wurde jedoch die Eingemeindung von Strebersdorf zu Floridsdorf am 15. Februar 1910 vom Wiener Gemeinderat beschlossen. In Kraft trat das Gesetz zum 1. Jänner 1911. Daraufhin wurde 1912 die elektrische Straßenbahn vom Spitz bis nach Strebersdorf geführt und der Ort 1913 an die Wiener Hochquellenwasserleitung angeschlossen. 
In den folgenden beiden Weltkriegen spielte vor allem die Lage am Bisamberg für Strebersdorf eine entscheidende Rolle. Im Ersten Weltkrieg wurden Geschütze sowie Beleuchtungs- und Fernsprecheinrichtungen auf ihm errichtet. Zudem wurden im Ort Eisenbahn-Werkstätten, ein Munitions- und Futtermagazin sowie ein Autokader errichtet, wo Kraftfahrzeuge instand gesetzt wurden. Auch nach 1918 ließen sich immer mehr Firmen in Strebersdorf nieder. 
1938 entstand auf einem freien Feld nördlich der Rußbergstraße ein Barackenlager, das im Zweiten Weltkrieg dem Infanterieregiment 134 als Kaserne diente. Weiterhin befand sich in Strebersdorf eine von zwei Kolonialpolizeischulen des Deutschen Reiches. Die zweite war in Oranienburg. Der Bisamberg diente als Truppenübungsplatz und die Einrichtungen des Autokaders wurden vom Heer genutzt. Zudem lag Strebersdorf in einer Haupteinflugsschneise der alliierten Bomber und die Flak-Batterien auf der Elisabethhöhe und im Gebiet von Stammersdorf sorgten oftmals für einen Splitterhagel explodierender Flak-Granaten. Vernebelungsanlagen im südlichen Strebersdorf wurden spätestens nach der Erfindung von Bodensichtungsgeräten auf Radarbasis obsolet. Im April 1945 lag Stammersdorf weiters in der Reichweite alliierter Geschütze, die die zurückweichende deutsche Armee unter Feuer nahmen.

### Strebersdorf nach dem Zweiten Weltkrieg
Nach dem Ende des Krieges errichtete man neben der heutigen Schnellbahnstation zahlreiche Wohnhäuser für die Bediensteten der ÖBB. Auf dem Gebiet des ehemaligen Ortes Stallern, nahe der Dirnelwiese, wurden bis zur Stadtgrenze Siedlungshäuser gebaut. Anstatt der Barackenstadt wurden zahlreiche Wohnblocks mit Grünanlagen gebaut. Weiters entstand um 1950 das neue Strebersdorf entlang der Rußbergstraße, das 1961 auch eine eigene Kirche erhielt. Auf einem Gelände südlich der Scheydgasse wurden zudem zahlreiche Firmen angesiedelt. Die 1714 errichtete Feldkapelle musste 1973 einem Werk der Firma Böhler weichen, sie steht heute nahe der Ecke Tomaschekstraße/Schlossergasse.

## Bildung
Bis zum Jahr 1845 mussten die Strebersdorfer Kinder im benachbarten Stammersdorf zur Schule gehen. Erst in diesem Jahr wurde Strebersdorf vom Klosterneuburger Propst der Bau einer eigenen Schule bewilligt, die am 29. September 1845 eröffnet wurde. 1886 kaufte die Kongregation der christlichen Schulbrüder das Strebersdorfer Herrschaftsgut und errichtete im sogenannten Marienheim ein Bildungshaus. Sie erweiterten das Gebäude und eröffneten am 8. April 1889 eine zweiklassige Schule für Knaben, das Pensionat St. Josef. Durch die spätere Zuwanderung stieg auch die Zahl der Schüler, woraufhin in der Dr.-Albert-Geßmann-Gasse ein neues Gymnasium errichtet wurde, das Ende August 1903 vom Schottenabt Leopold Rost geweiht wurde.
Eine große Bildungseinrichtung hat ihren Hauptsitz in der Mayerweckstraße, nämlich die Kirchliche Pädagogische Hochschule Wien/Krems. Hier werden Lehrer für Volks-, Haupt-, Sonder- und Berufsschulen ausgebildet. Außerdem erfolgt hier die Ausbildung von Religionslehrern der christlichen Kirchen sowie mehrerer Religionsgemeinschaften.

## Religion

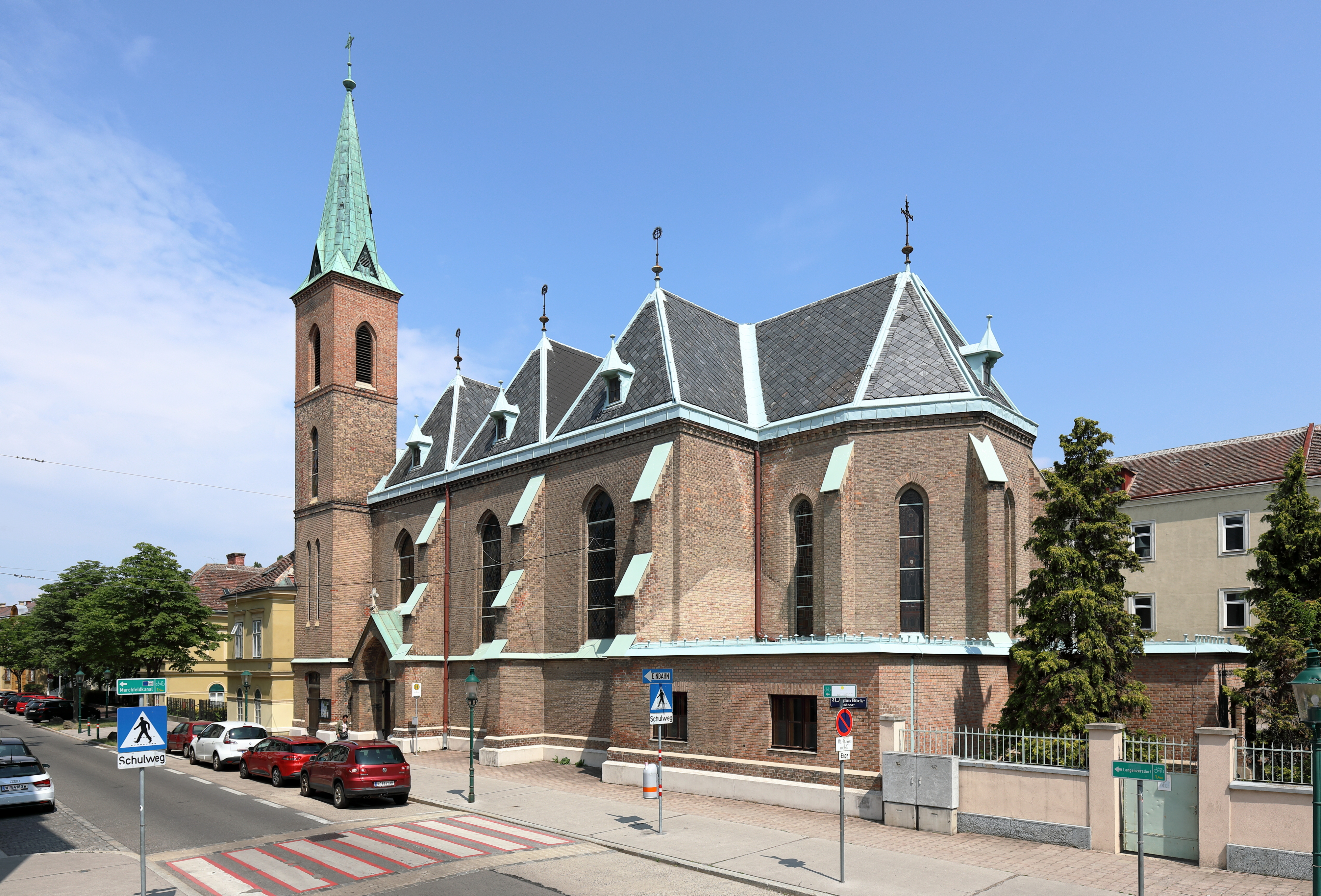
Ordenskirche der Schulbrüder (bis 1961 auch Pfarrkirche)

1714 ist der Bau eine Kapelle überliefert. Sie soll vom Müller Sebastian Scheyd finanziert worden sein, der sie aus Dank für die Verschonung seiner Mühle vor dem Hochwasser von 1708 errichten ließ. Diese Feld- oder Emmauskapelle lag an der Scheydgasse gegenüber der Autokaderstraße. Eine 1762 am westlichen Flügel des Strebersdorfer Schlosses vom Herrschaftsbesitzer Josef von Fillenbaum errichtete Barockkapelle wurde zwei Jahre später zur öffentlichen Kapelle erklärt und 1855 vom Floridsdorfer Baumeister Karl Frömml durch einen 15 Meter hohen Turm erweitert. Eine Benefiziatstelle konnte jedoch erst nach 1864 geschaffen werden. In diesem Jahr starb der Wirtschaftsbesitzer Johann Kain, der sein Vermögen für die Errichtung eines Benefiziums stiftete. Da jedoch die finanziellen Mittel nicht reichten, dauerte es bis 1875, dass in Strebersdorf an Sonn- und Feiertagen die Messe gelesen werden konnte. Die Toten wurden bis 1878 in Stammersdorf begraben, da jedoch der Weg vor allem für ältere Menschen sehr weit war, wurde durch einen Grundtausch in der heutigen Anton-Habezeth-Gasse Platz für einen eigenen Friedhof geschaffen: Der Strebersdorfer Friedhof wurde am 3. September 1878 eingeweiht. 1886 kaufte die Kongregation der christlichen Schulbrüder ein Grundstück in der Gemeinde und errichtete später eine Schule. Da die Kapelle bald den Ansprüchen der Strebersdorfer nicht mehr genügte, wurde 1887 beim Schloss eine zweischiffige neugotische Kirche errichtet, die ab 1888 auch als Ordens- und Pfarrkirche diente. 1961 wurde am Edmund-Hawranek-Platz der Bau der Kirche Maria Königin fertiggestellt und als neue Pfarrkirche eingeweiht.
Als Ort der Ausbildung von Religionslehrern ist die KPH Wien/Krems auch ein Ort der Begegnung zwischen Kirchen und Religionsgemeinschaften. Hier werden Religionslehrer der Katholischen, Evangelischen, Altkatholischen, Orthodoxen und Altorientalischen Kirche sowie der Freikirchen ausgebildet, außerdem islamische und alevitische Religionslehrer.